# Maher Zain
Maher Zain (tiếng Ả Rập: ماهر زين; sinh 16 tháng 7 năm 1981) là một ca sĩ nhạc R&B, nhạc sĩ sáng tác bài hát và nhà sản xuất âm nhạc người Thụy Điển gốc Liban. Anh phát hành album đầu tay Thank You Allah, một album thành công trên phạm vi quốc tế do Awakening Records sản xuất vào năm 2009. Anh phát hành album tiếp theo của mình Forgive Me vào tháng 4 năm 2012 với cùng công ty sản xuất và album thứ ba One vào năm 2016.

## Danh sách đĩa nhạc

### Album

#### Album phòng thu
- Thank You Allah (2009)
- Forgive Me (2012)
- One (2016)

#### Album tổng hợp
- Singles & Duets (2014)
- The Best of Maher Zain Live & Acoustic (2018)

#### Album mini
- Love Will Prevail (2013)
- Ramadan (2013)
- Ramadan – Vocals Only Version (2014)
- Nour Ala Nour (2021)

### Đĩa đơn
- "Palestine Will Be Free" (2009)
- "Insha Allah" (2010)
- "The Chosen One"
- "Freedom" (2011)
- "Ya Nabi Salam Alayka"
- "For The Rest Of My Life"
- "Samih 2014"
- "Nas Teshbehlena"
- "A'amarona A'amalona" (2015)
- "Rahmatun lil'Alameen" (2022)
- "Eidun Mubarak" (2022)[4][5]

### Sự nghiệp video
- 2009: Palestine Will Be Free
- 2009: Subhan Allah
- 2010: Insha Allah
- 2010: The Chosen One
- 2011: Freedom
- 2011: Ya Nabi Salam Alayka
- 2011: For the Rest of My Life
- 2012: Number One For Me
- 2012: So Soon
- 2012: Guide Me All the Way
- 2013: Love Will Prevail
- 2013: Ramadan
- 2014: Muhammad (P.B.U.H)

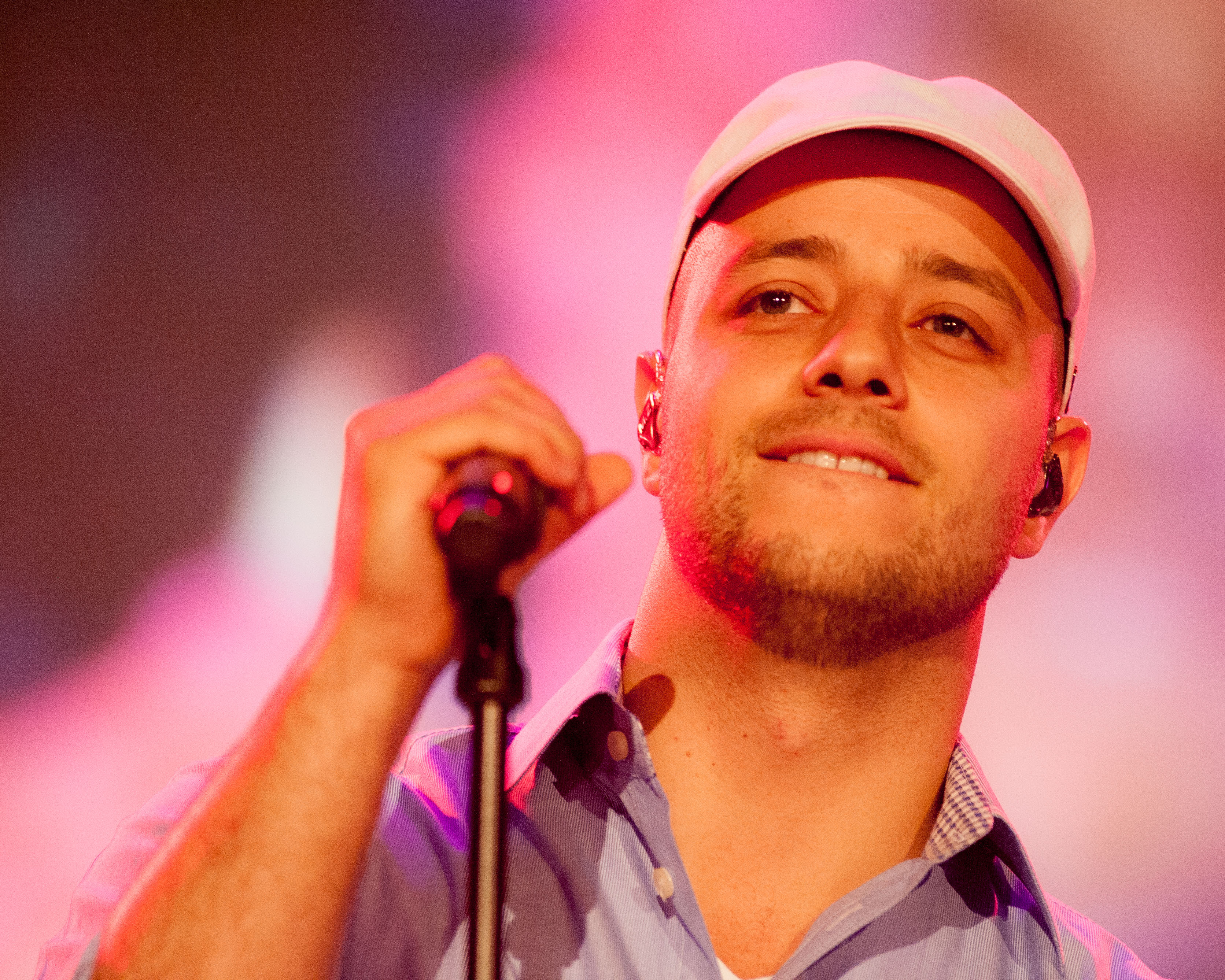
Maher Zain tại buổi hòa nhạc từ thiện Tuisa ở Essen, Đức (2012)

- 2014: Nas Teshbehlana (tiếng Ả Rập: ناس تشبهلنا)
- 2014: One Day
- 2015: A'maroona A'maloona (tiếng Ả Rập: أعمارنا أعمالنا)
- 2016: I am Alive (với Atif Aslam)
- 2016: By my Side
- 2016: Paradise
- 2016: Peace Be Upon You
- 2016: The Way of Love (với Mustafa Ceceli)
- 2017: Close to You
- 2017: As-subhu Bada (tiếng Ả Rập: الصبح بدا)
- 2017: Kun Rahma (tiếng Ả Rập: كن رحمة)
- 2017: Medina
- 2018: Huwa AlQuran
- 2019: Ala Nahjik Mashayt
- 2019: Live It Up (hợp tác với Lenny Martinez)
- 2019: Ummi
- 2020: Antassalam
- 2020: Asma Allah Alhusna (The 99 Names of Allah)
- 2020: Break The Chains
- 2020: Srebrenica

Góp mặt trong
- 2011: I Believe (Irfan Makki hợp tác với Maher Zain) (trong album của Irfan Makki I Believe)
- 2009 : Never Forget (Mesut Kurtis hợp tác với Maher Zain) (trong album của Mesut Kurtis Beloved)
- 2014: So Real (Raef hợp tác với Maher Zain) (trong album của Raef The Path)
- 2014: Eidun Saeed (Mesut Kurtis hợp tác với Maher Zain) (trong album của Mesut Kurtis Tabassam)